# Black Rock (Nuevo México)
Black Rock es un lugar designado por el censo ubicado en el condado de McKinley en el estado estadounidense de Nuevo México. En el Censo de 2010 tenía una población de 1323 habitantes y una densidad poblacional de 293,23 personas por km².

## Geografía
Black Rock se encuentra ubicado en las coordenadas 35°4′50″N 108°48′1″O / 35.08056, -108.80028. Según la Oficina del Censo de los Estados Unidos, Black Rock tiene una superficie total de 4.51 km², de la cual 4.37 km² corresponden a tierra firme y (3.1%) 0.14 km² es agua.

## Demografía
Según el censo de 2010, había 1323 personas residiendo en Black Rock. La densidad de población era de 293,23 hab./km². De los 1323 habitantes, Black Rock estaba compuesto por el 8.39% blancos, el 0.68% eran afroamericanos, el 88.28% eran amerindios, el 0.98% eran asiáticos, el 0% eran isleños del Pacífico, el 0.15% eran de otras razas y el 1.51% pertenecían a dos o más razas. Del total de la población el 2.04% eran hispanos o latinos de cualquier raza.